# Jean Ravelonarivo
Jean Ravelonarivo (Berevo, 17 de abril de 1959) es un militar y político de Madagascar, que se desempeñó como primer ministro entre 2015 y 2016.

## Carrera
Fue piloto estacionado en la Base Aeronaval Ivato entre 1985 y 1997.
Fue nombrado sucesor del primer ministro Roger Kolo el 17 de enero de 2015. Los miembros de la oposición, Andry Rajoelina, Jean Louis Robinson y Albert Camille Vital se quejaron del nombramiento debido a que la esposa de Ravelonarivo era muy amiga de la esposa del presidente Hery Rajaonarimampianina.
El 8 de abril de 2016 se anunció que Ravelonarivo y su gabinete renunciaron a sus cargos. Ravelonarivo negó el anuncio de que había renunciado, aunque presentaría su renuncia en un «momento más oportuno». El 10 de abril, el presidente Rajaonarimampianina nombró a Olivier Mahafaly Solonandrasana como nuevo primer ministro. Ravelonarivo declaró posteriormente que firmaría una carta de renuncia.